# Eoleptestheria spinosa
Eoleptestheria spinosa је врста ракова која припада реду Conchostraca.

## Угроженост
Ова врста се сматра рањивом у погледу угрожености врсте од изумирања.

## Распрострањење
Врста има станиште у Србији и Хрватској.

## Станиште
Станиште врсте су слатководна подручја.